# Hueyitlahuill
Hueyitlahuill (? - 1529?) fue un gobernante, militar y funcionario público mexica. Fue tlatoani de Malachtépec Momoxco hasta su muerte en 1529.

## Biografía
Su padre fue Hueyitlahuilanque, un militar mexica de alto rango que participó en la campaña de sometimiento de Xochimilco, altépetl al que estaba sometido Malachtépec Momoxco. A su muerte en 1484 tomó su cargo como tlatoani de Malachtépec. 
Tras la caída de México Tenochtitlan el 13 de agosto de 1521 las tropas españolas comenzaron el sometimiento de los altépetl de la Cuenca de México. Hueyitlahuill optó en 1528 por aceptar el dominio español ante las noticias del arrasamiento de otros asentamientos cercanos y la muerte de sus gobernantes a cambio de mantener la estructura del altépetl y convertirla en una república de indios mediante la figura de los títulos primordiales.
Hueyitlahuill murió un año después, en 1529. Ciertas tradiciones orales de Milpa Alta sitúan sus restos debajo de la iglesia de San Lorenzo Tlacoyucan.